# Gens Calvisia
La gens Calvisia era una familia romana, que alcanzó importancia durante el siglo final de la República, y permaneció influyente en tiempo imperial. El primero de la gens en obtener el consulado fue Gayo Calvisio Sabino en 39 a. C.  Durante el imperio más tardío, el nombre Calvisius se encuentra a veces como cognomen.

## Origen de la gens
El nomen Calvisius está probablemente basado en el adjetivo latino calvus, significando "calvo".  Ambos, Calvus y Calvinus eran apellidos romanos comunes.

## Ramas y cognomina del gens
La única familia de los Calvisii durante la República y el tiempo imperial temprano llevó el apellido Sabinus, referido a una personalidad sabina, o la cultura sabina.